# Tchécoslovaquie aux Jeux olympiques d'hiver de 1976
La Tchécoslovaquie participe aux Jeux olympiques d'hiver de 1976, organisés à Innsbruck en Autriche. Cette nation prend part aux Jeux olympiques d'hiver pour la douzième fois en douze éditions. La délégation tchécoslovaque, formée de 58 athlètes (47 hommes et 11 femmes), obtient une médaille d'argent et se classe au treizième rang du tableau des médailles.

## Médaillés
| Médaille | Noms | Discipline       | Épreuve |
| -------- | --- | ---------------- | ------- |
| Argent   | Jiří Holík Oldřich Macháč František Pospíšil Jiří Holeček Bohuslav Šťastný Ivan Hlinka Vladimír Martinec Eduard Novák Josef Augusta Jiří Bubla Milan Chalupa Jiří Crha Miroslav Dvořák Bohuslav Ebermann Milan Kajkl Jiří Novák Milan Nový Jaroslav Pouzar | Hockey sur glace | Hommes  |